# 全東京写真連盟
全東京写真連盟（ぜんとうきょうしゃしんれんめい）は月2回女性ポートレート撮影会を50年以上続けている非営利団体である。
現在役員、スタッフはボランティアで運営されている。 

## 沿革
- 1960年 城北写真連盟発足。
- 1965年 初代会長白井正夫が写真愛好家たちの要望に応え全東京写真連盟を設立。[1]

## 概要
モデルは年に１回オーディションがあり(受付は前年9月～12月頃)、フォトジェニックグランプリなどの冠が与えられて契約モデルとして活動している。
和服、浴衣、水着など四季折々のコスチュームで撮影が出来る。
そのほかに撮影会によって、連盟に所属するモデル以外にもミス日本、全日本着物の女王 、高幡不動参道クィーンなどの各種ミスコン優勝者・入賞者を招致したり、日本パラオ友好親善撮影会や レースクイーン撮影会なども開催している。	
日本で一番多く活動しているアマチュアの写真団体であり、さまざまな職業の会員が写真技術の向上や会員相互の親睦を図るだけでなく、自治体や各種団体と提携している撮影会を多数開催している。
また、撮影会で撮影した写真については、毎回コンテストを実施し、例会においてプロの写真家が審査と講評をしてホームページと会報に掲載している。

## モデル応募資格
1. 16歳以上の心身ともに健康な未婚女性。 （18才未満の場合は、保護者の承諾が必要）
2. カメラマンが撮影会で撮った作品を、連盟主催のフォトコンテストへ応募する事や、カメラマンが作品をインターネットで発表しても大丈夫な方。
3. その他は一切不問。
4. 芸能プロダクション、類似の他写真団体に所属してモデル活動をされている方は、別途ご相談となっている

毎年9月から12月にかけて募集が行われ12月に書類選考があり翌年一月に面接、二月に本選がある。
新人選抜撮影会としてカメラマンの投票によりフォトジェニックグランプリ１名、フォトジェニック２名、準フォトジェニック３名が選ばれそれぞれに賞金が授与される。
上位から十数名を新人モデルとして契約し、所属モデルとして一年間活動を行う。
尚、一年間の成績上位者は翌年以降も更新モデルとして活動できる。となっている

## フォトコンテスト
各撮影会ごとにフォトコンテストがありトロフィーなどが贈呈される。
金賞　１名(５点)
銀賞　１名(４点)
銅賞　１名(３点)
入選　５名(２点)
佳作　10名(１点)
()内の点数は年間の点数を競い合って上位20名に年間賞が送られる模様

### コンテスト審査員
以下の二名が毎月交互に審査を行っている模様

#### 増田賢一
1964年東京都生まれ。千葉大学工学部画像工学科卒業後フリーカメラマンに。月刊『CAPA』をはじめ、多数のグラビア誌・雑誌・書籍で撮影・執筆するなど、多方面で活躍。グラビアからテクニカルな記事まで撮影・執筆と多方面で幅広く活躍している。CAPA月例フォトコン『ポートレートセッション』の審査員。これはその全身となる『アイドル撮って』ページから数えると27年目の仕事となる。

#### HARUKI
1959年広島生まれ。写真家。ビジュアルディレクター。九州産業大学芸術学部写真学科卒業後、上京しフリーランスで世界各国でのスナップショットやポートレートを中心に活動。
第35回・朝日広告賞・表現技術賞、100 Japanese Photographers、パルコ ”第３回・期待される若手写真家展” などに選出。プリント作品は国内外の美術館などに収蔵。著書に写真集「The Human Portraits ~普通の人びと ~1987-2007~ 」、「遠い記憶。」、「Automóvil Americanos “Cuba Cuba Cuba”」。
個展、グループ展多数参加。長岡造形大学非常勤講師。日本写真家協会（JPS）会員。

## 東京みなと祭
５月中旬～下旬に晴海ふ頭で行われる東京みなと祭のイベントとして撮影会を開いている。
通常のポートレートのフォトコンテストと合わせて東京港に関連するイベントの模様の写真も募集している。 

以下イベントの部の賞 
最優秀賞　１名　東京都議会議長賞　東京みなと祭協議会会長賞　東海汽船賞　全東京写真連盟賞
優秀賞　１名　東京都港湾局長賞　東京みなと祭協議会会長賞　東海汽船賞　全東京写真連盟賞
優良賞　１名　東京みなと祭協議会会長賞　東京都観光汽船賞　全東京写真連盟賞
特選　５名　東京みなと祭協議会会長賞　全東京写真連盟賞
佳作　10名　東京みなと祭協議会会長賞　全東京写真連盟賞
東京湾クルーズ賞　１名　
東京ヴァンテアンクルーズ賞（１名）　
シーライン東京賞（１名）

## 東京フォトサロン
ポートレートの各撮影会のコンテストとは別に年に１回公募展が開かれている。
12月下旬中央区銀座の創(はじめ)画廊において一週間程度開催される。
応募資格　  アマチュアに限る
題材　　      「自由」未発表の自作品で単写真に限る
サイズ　　    カラープリント四つ切（ワイド四つ切は不可）、インクジェットプリントの場合A４も可
　　　　　      ※作品の合成、加工は不可（コントラスト、色合い、明るさ等の調整は可）
応募料　　   応募作品一人につき1,000円５点まで ※応募作品に同封して納入して下さい（普通為替可）
応募期間　  毎年9月1日～10月31日（当日消印有効）
送り先　　    〒104-0061 東京都中央区銀座3-11-16 日向野ビル３階 全東京写真連盟（東京フォト・サロン事務局）
審査　　　   当連盟契約の写真家 毎年11月中旬応募者全員に入賞名簿にて通知します となっている

主なる賞
東京フォトサロングランプリ(7点)　　東京都議会議長賞、東京写真材料商業協同組合賞、全東京写真連盟賞
最優秀賞(6点)　　　日本写真作家協会賞、東京写真材料商業協同組合賞、全東京写真連盟賞
優秀賞(5点)　　　東京写真材料商業協同組合賞、全東京写真連盟賞
奨励賞(4点)　　　東京写真材料商業協同組合賞、全東京写真連盟賞
上記は各一名
特選　３名(３点)　全東京写真連盟賞
入選　５名(２点)　全東京写真連盟賞
佳作　10名程度(１点)　全東京写真連盟賞
尚、()内の点数は年間賞に加算される模様

## 主な後援、協力、協賛団体
東京都港湾局、東京みなと祭協議会、(社)日本写真作家協会、東京写真材料商業協同組合、東海汽船(株)、東海ヴァンティアクルーズ(株)、(株)シーライン東京、東京都観光汽船(株)、上野観光連盟、東京臨海副都心まちづくり協議会、公益財団法人斯文会(湯島聖堂)、葛飾区観光協会、柴又神明会、柴又帝釈天、水元公園葛飾菖蒲まつり実行委員会、(社)全日本きものコンサルタント協会、(財)南洋交流協会、パラオ共和国大使館、高幡不動尊、高幡不動参道会、(社)ミス日本協会

## 歴代フォトジェニックグランプリ
| 1984年 | 第1回 新人モデル選抜撮影会  | 田辺 志津子   |
| 1985年 | 第2回 新人モデル選抜撮影会  | 平山 美香     |
| 1986年 | 第3回 新人モデル選抜撮影会  | 高清水 有子   |
| 1987年 | 第4回 新人モデル選抜撮影会  | 堀内 美由紀   |
| 1988年 | 第5回 新人モデル選抜撮影会  | 宮内 朋子     |
| 1989年 | 第6回 新人モデル選抜撮影会  | 田島 徳子     |
| 1990年 | 第7回 新人モデル選抜撮影会  | 奥隅 孝子     |
| 1991年 | 第8回 新人モデル選抜撮影会  | 平 沙織       |
| 1992年 | 第9回 新人モデル選抜撮影会  | 荒明 典子     |
| 1993年 | 第10回 新人モデル選抜撮影会 | 佐藤 陽子     |
| 1994年 | 第11回 新人モデル選抜撮影会 | 服部 つばさ   |
| 1995年 | 第12回 新人モデル選抜撮影会 | 佐藤 納穂子   |
| 1996年 | 第13回 新人モデル選抜撮影会 | 三野 友華子   |
| 1997年 | 第14回 新人モデル選抜撮影会 | 手塚 香織     |
| 1998年 | 第15回 新人モデル選抜撮影会 | 中津留 寿美子 |
| 1999年 | 第16回 新人モデル選抜撮影会 | 柄沢 真弓     |
| 2000年 | 第17回 新人モデル選抜撮影会 | 小池 智加子   |
| 2001年 | 第18回 新人モデル選抜撮影会 | 杉本 佳代子   |
| 2002年 | 第19回 新人モデル選抜撮影会 | 新島 怜       |
| 2003年 | 第20回 新人モデル選抜撮影会 | 渡辺 ゆみこ   |
| 2004年 | 第21回 新人モデル選抜撮影会 | 吉原 彩可     |
| 2005年 | 第22回 新人モデル選抜撮影会 | 岡田 紗奈     |
| 2006年 | 第23回 新人モデル選抜撮影会 | 横部 恵       |
| 2007年 | 第24回 新人モデル選抜撮影会 | 森崎 ゆき     |
| 2008年 | 第25回 新人モデル選抜撮影会 | 金井 美佳     |
| 2009年 | 第26回 新人モデル選抜撮影会 | 加 奈         |
| 2010年 | 第27回 新人モデル選抜撮影会 | Mari          |
| 2011年 | 第28回 新人モデル選抜撮影会 | めぐむ        |
| 2012年 | 第29回 新人モデル選抜撮影会 | 華 音         |
| 2013年 | 第30回 新人モデル選抜撮影会 | 杏 凛         |
| 2014年 | 第31回 新人モデル選抜撮影会 | 市川 桜依     |
| 2015年 | 第32回 新人モデル選抜撮影会 | 夏山 りか     |
| 2016年 | 第33回 新人モデル選抜撮影会 | 刹 菜         |
| 2017年 | 第34回 新人モデル選抜撮影会 | 安桜 はるな   |
| 2018年 | 第35回 新人モデル選抜撮影会 | 川根 麻理亜   |
| 2019年 | 第36回 新人モデル選抜撮影会 | 美羽希。      |
| 2020年 | 第37回 新人モデル選抜撮影会 | 池内 リナ     |
| 2021年 | 第38回 新人モデル選抜撮影会 | 福田 晴香     |
| 2022年 | 第39回 新人モデル選抜撮影会 | 根本 美里     |
| 2023年 | 第40回 新人モデル選抜撮影会 | 大橋 めりさ   |
| 2024年 | 第41回 新人モデル選抜撮影会 | 華            |